# Lý Tư (nhà Đường)
Lý Tư (chữ Hán: 李滋, 844–863) là hoàng tử của triều đại nhà Đường trong lịch sử Trung Quốc, con trai thứ tư của hoàng đế Đường Tuyên Tông, mẹ là Ngô chiêu nghi (吴昭仪).
Hoàng tử Lý Tư (danh xưng Quỳ vương Lý Tư, 夔王李滋) là hoàng tử được vua Đường Tuyên Tông sủng ái nhất trong số 12 hoàng tử.Năm 9 tuổi được phong Quỳ Vương, được vua Tuyên Tông giữ lại Đại Minh cung để bồi dưỡng. Đường Tuyên Tông muốn để ngôi thái tử cho Quỳ vương Lý Tư song do còn e ngại vì thân phận trưởng thứ (ngôi thái tử thường được truyền cho con trưởng) nên vẫn chưa quyết định.
Tháng 8 âm lịch năm 859, vua Đường Tuyên Tông bệnh nặng, biết mình khó qua khỏi nên đã phó thác Quỳ vương cho các đại thần Xa mật sứ Vương Quy Trường, Mã Công Nho, Tuyên Huy nam viện sự Vương Cư Phương...
Đúng lúc đó, Tả trung úy Thần Sách quân Vương Tông Thật bị ba người này lập mưu biếm chức đến Hoài Nam làm giám quân. Ngày 7 tháng 9, Vương Tông Thật đến yết kiến vua Đường Tuyên Tông trước khi rời đi, nhưng khi Vương Tông Thật chưa vào điện thì vua Đường Tuyên Tông đã băng hà. Vương Tông Thật nhân đó lật ngược lại thế cờ, giả chiếu chỉ rồi sai Tề Nguyên Giản đón Vận vương Lý Ôn (李溫, con trai trưởng của Đường Tuyên Tông, mẹ là Nguyên Chiêu hoàng hậu) vào cung.
Ngày Nhâm Thìn (9 tháng 9), Vận vương Lý Ôn được lập làm hoàng thái tử, đổi tên là Lý Thôi (李漼). Ngày Bính Thân (13 tháng 9), Lý Thôi tức vị, sử xưng là Đường Ý Tông
Lý Tư bị hạ xuống còn là Thông vương, bị đuổi khỏi Đại Minh cung. Bốn năm sau, tức năm 863, Quỳ vương chết trong phủ, hưởng dương 19 tuổi.

## Văn học
Lý Tư là nhân vật chính trong Trâm Trung Lục, một tác phẩm văn học hư cấu thể loại trinh thám cổ đại của tác giả Châu Văn Văn